# Vidjeholmen
Vidjeholmen är en halvö i Finland. Den ligger i Dragsfjärd i landskapet Egentliga Finland, i den södra delen av landet, 140 km väster om huvudstaden Helsingfors.